# Nicole Charron
Pour les articles homonymes, voir Charron.
Nicole Charron, née Mory, le 6 décembre 1950 à Darney (Vosges), est une athlète française, spécialiste des courses de demi-fond.

## Biographie
Elle est sacrée championne de France du 1 500 mètres en 1972, et championne de France en salle du 1 500 m en 1973 et 1977.
Son record personnel sur 1 500 m est de 4 min 25 s 0 (1972).